# 美山加恋
美山 加恋（みやま かれん、1996年（平成8年）12月12日 - ）は、日本の女優、声優。東京都東村山市出身。ホリプロ所属。

## 略歴
漫画雑誌『ちゃお』を読んでいたところ、偶々芸能事務所のレッスン生募集の広告を見つけて、それで母によって、芸能事務所に入ったことで芸能の世界に入る。
2002年に行われた舞台『てるてる坊主の照子さん』で、子役としてデビューを果たす。その時は「映像に出たい」、「舞台に出たい」と考えてはいなかったが、偶然にもオーディションがあったこともあり、それを受けたところ合格して、デビューした感じだったという。2004年、草彅剛主演の『僕と彼女と彼女の生きる道』（関西テレビ）で小柳凛役を演じ、一躍「天才子役」として注目を集め、第40回ザテレビジョンドラマアカデミー賞にて助演女優賞と新人賞をダブル受賞。その後も2006年度前期のNHK連続テレビ小説『純情きらり』で宮﨑あおい演じるヒロインの幼少期を演じたほか、同年の実写ドラマ『ちびまる子ちゃん』（フジテレビジョン）で穂波たまえ役を演じるなど数々のテレビドラマ、映画、舞台に出演。2012年に行われた舞台『神様の観覧車』にて、舞台初主演を務める、2016年の『「終わりのセラフ」The Musical』でミュージカル初出演。
一方でアニメ作品や声を用いた芝居への強い関心から声優業を目指し、2016年の日本テレビ系『エンドライド』にて、アリシア役でTVアニメに声優として初出演を果たす、「エンドライド」プロジェクトの生放送番組『美山加恋のエンドライブ!!』（AbemaTV）にて初MCにも挑戦する。2017年には『キラキラ☆プリキュアアラモード』（宇佐美いちか/キュアホイップ役）で、テレビアニメ初主演を果たす。2018年4月からは『アイカツフレンズ!』（蝶乃舞花役）に出演すると同時に、同作出演声優による音楽ユニット「BEST FRIENDS!」のメンバーとしても活動する。
「声優と女優はこれからもずっと、2本の柱として続けていきたい」としている。
2019年12月12日、自身の23歳の誕生日に開催したバースデーイベントにて、公式ファンクラブ「Current! 12」の設立を発表。

## 人物
趣味は漫画、アニメ。特技はお菓子作り、フラダンス、朝鮮語、漫画の速読。ダンスが好きでフラダンスを3歳から習っており、ウエストがくびれている。朝鮮語は韓国ドラマ『IRIS-アイリス-』への出演を機に勉強を始めて、ハングルを読むことができ、また日常会話もできる。2024年5月には韓国語能力試験（TOPIK II）3級に合格したことを発表している。
成人後は、種類を問わず「何でも飲む」と豪語する酒豪であり、周囲からは「ザル」を通り越して「（ザル部分を外した）枠だ」と呼ばれているという。その一方で大のコーヒー好きでもあり、『おとなの週末』（講談社）のWeb版ではスイーツ好きの大野いととのリレー連載「おかしなコーヒーのハーモニー」を手掛けているほか、コーヒーソムリエ検定に合格し同資格を得ている。
2024年8月、韓国に短期留学、卒業したことを発表。

## 出演

### テレビドラマ
- ビッグマネー 浮世の沙汰は株しだい 第7話（2002年5月23日、フジテレビ）
- しあわせのシッポ 第11話（2002年6月20日、TBS）
- 火曜サスペンス劇場 弁護士 高林鮎子31（2003年1月7日、日本テレビ） - 琴美 役
- よい子の味方 新米保育士物語（2003年1月18日 - 3月15日、日本テレビ） - かれん 役
- 顔 第3話（2003年4月29日、フジテレビ）
- 新 夜逃げ屋本舗 第6話（2003年5月21日、日本テレビ）
- Stand Up!! 第1・3話（2003年7月4日・18日、TBS） - 大和田千絵（幼少期） 役
- ハコイリムスメ! 第2話（2003年10月14日、関西テレビ） - 真理子 役
- ぶどうの木～里親と子供たちの愛の物語～（2003年11月7日、フジテレビ） - 荒木 役
- あした天気になあれ。 第6話（2003年11月15日、日本テレビ） - まゆ 役
- 僕と彼女と彼女の生きる道（2004年1月6日 - 3月23日、関西テレビ） - 小柳凛 役
  - 僕と彼女と彼女の生きる道スペシャル（2004年9月18日） - 大山凛 役
- ねじれた絆 赤ちゃん取り違え事件の真実（2004年4月21日、TBS） - 宇野里美 役
- 電池が切れるまで（2004年4月22日 - 6月24日、テレビ朝日） - 沢渡真耶 役
- 女と愛とミステリー 八木沢警部補事件帖（2004年5月9日、テレビ東京） - 畑山千佳子 役
- 金曜エンタテイメント → 金曜プレステージ→金曜プレミアム（フジテレビ）
  - ハマの静香は事件がお好き2（2004年6月11日） - 三村まゆみ（幼少期） 役
  - 外科医 鳩村周五郎 - 川上つぐみ 役
    - 外科医 鳩村周五郎 闇のカルテ 1 - 4（2004年11月19日 - 2008年3月28日）[注 1]
    - 外科医 鳩村周五郎 血塗られた挑戦状 1 - 3（2009年3月27日 - 2010年9月17日）[注 2]
    - 外科医 鳩村周五郎11〜白樺高原への殺人招待状〜（2013年2月22日）
    - 小京都連続殺人事件×外科医 鳩村周五郎（2013年10月18日）
    - 外科医 鳩村周五郎14（2016年6月24日）

  - 芸能生活35周年記念特別企画ドラマ 船越英一郎殺人事件（2018年8月24日） - 京花アスカ 役
- ほんとにあった怖い話（フジテレビ）
  - 夏の特別編2004 「あの日の約束」（2004年9月7日） - 主演・小島みちる 役
  - 先見の少女（2005年2月21日） - 主演・斉藤彩香 役
- 世にも奇妙な物語 2004年 秋の特別編 「地獄は満員」（2004年9月20日、フジテレビ） - 少女 役
- ホットマン2（2004年10月7日 - 12月23日、TBS） - 水澤いちご 役
- 水曜ミステリー9（テレビ東京）
  - 多摩南署たたき上げ刑事・近松丙吉4（2004年10月13日） - 野村ちひろ 役
  - 罪火（2014年12月10日） - 町村花歩 役
- トリセツ クリスマス スペシャル 六本木ヒルズの恋（2004年12月23日、テレビ朝日）
- 和田アキ子特別企画 ドラマ ザ 介護番長（2005年4月7日、TBS） - 小森千草 役
- 七色のおばんざい（2005年6月20日 - 7月28日、NHK名古屋） - 藤田美穂 役
- 銭形平次2 第2話（2005年7月11日、テレビ朝日） - ゆき 役
- 危険なアネキ 第5・最終話（2005年11月14日・12月19日、フジテレビ） - 皆川麻実 役
- 女刑事みずき〜京都洛西署物語〜 season1 第5話（2005年11月24日、テレビ朝日） - 広瀬優花 役
- 連続テレビ小説（NHK）
  - 純情きらり 第1話 - 第6話（2006年4月3日 - 4月10日） - 有森桜子（幼少期） 役
    - 純情きらりスペシャル 桜子と達彦 愛の軌跡（2006年12月16日）

  - 虎に翼 第15週「女房は山の神百石の位？」（2024年7月9日・10日） - 福田瞳 役
- ちびまる子ちゃん（2006年4月18日、フジテレビ） - 穂波たまえ 役
  - ちびまる子ちゃん2（2006年10月31日）
  - ちびまる子ちゃんスペシャル（2006年12月5日）
- がきんちょ リターン キッズ（2006年7月31日 - 9月29日、MBS） - 夏川もも（少女期・こもも） 役
- 火曜ドラマゴールド マイ☆スィートホーム 夢の大吉 夢を売ります（2007年1月23日 、日本テレビ） - 夢野うらら 役
- 砂時計（2007年3月12日 - 6月1日、TBS） - 水瀬杏（少女期） 役
- スリルな夜 子育ての天才（2007年4月13日 - 6月22日、フジテレビ） - 神谷美々 役
- 八州廻り桑山十兵衛〜捕物控ぶらり旅 第5話（2007年6月12日、テレビ朝日） - 田宮千代 役
- 裸の大将 「長野編 放浪の虫が動き出したので」（2007年9月1日、フジテレビ） - 新橋寿々 役
- モップガール（2007年10月12日 - 12月14日、テレビ朝日） - 長谷川桃子（少女期） 役
- スワンの馬鹿! 〜こづかい3万円の恋〜（2007年10月16日 - 12月18日、関西テレビ） - 諏訪野理英 役
- 浅草ふくまる旅館2 第5話（2007年11月5日、TBS） - 長浜麻美 役
- 怨み屋本舗スペシャル 家族の闇 モンスターファミリー（2008年1月6日、テレビ東京） - 白川美咲 役
- 三十万人からの奇跡 二度目のハッピーバースディ（2008年3月26日、テレビ東京） - 川上由美 役
- キャットストリート（2008年8月28日 - 10月2日、NHK） - 青山恵都（少女期） 役
- わたしが子どもだったころ 第53回（2008年9月3日、NHK-BShi） - 点子 役
- トミカヒーロー レスキューフォース 第35話（2008年11月29日、テレビ東京） - 亜矢 役
- 水曜シアター9 女かけこみ寺 刑事・大石水穂2（2009年7月15日、テレビ東京） - 陽口ゆかり 役
- 派遣のオスカル 少女漫画に愛をこめて 第3話（2009年9月11日、NHK） - 森谷琴音 役
- ROMES / 空港防御システム（2009年10月15日 - 12月10日、NHK） - 閑野流斐 役
- IRIS-アイリス- 第3話・第6話 - 第8話（2010年5月5日・5月26日 - 6月9日、KBS） - ユキ 役[注 3]
- 大魔神カノン 第16話 - 第17話・最終話（2010年7月23日 - 30日・10月1日、テレビ東京） - 余瀬くらら 役
- 美丘 君がいた日々 第6話（2010年8月14日、日本テレビ） - サヤカ 役
- ギルティ 悪魔と契約した女 第2話 - 第3話（2010年10月19日 - 26日、関西テレビ） - 松永美咲 役
- 卒業ホームラン（2011年3月23日、テレビ東京） - 加藤典子 役
- 故郷 娘の旅立ち（2011年7月5日、フジテレビ） - 佐伯静香 役
- 下町ロケット（2011年8月21日 - 9月18日、WOWOW） - 佃利菜 役
- 鈴子の恋 ミヤコ蝶々女の一代記 第1話 - 第9話（2012年1月5日 - 17日、東海テレビ） - 日向鈴子（少女期） 役
- プレミアムドラマ（NHK BSプレミアム・NHK BS4K） 
  - 恋愛検定 第1話（2012年6月3日） - 辻恵理子（中学生時代） 役
  - 珈琲屋の人々（2014年4月6日 - 5月4日） - 笹木省子 役
  - 一億円のさようなら（2020年9月27日 - 11月15日） - 加能美嘉 役
- 高校入試（2012年10月6日 - 12月29日 、フジテレビ） - 芝田麻美 役
- 鴨、京都へ行く。-老舗旅館の女将日記- 第3話（2013年4月23日、フジテレビ） - 大場弓香 役
- ディスカバーデッド  第4話（2013年6月27日、フジテレビTWO） - 涼 役
- 山田くんと7人の魔女（2013年8月10日 - 9月28日、フジテレビ） - 大塚芽子 役[19]
- BS時代劇 雲霧仁左衛門 第3話（2013年10月18日、NHK BSプレミアム） - おしの 役
- 独身貴族 第10話（2013年12月12日、フジテレビ）
- ほっとけない魔女たち 第21話 - 第25話（2014年9月29日 - 10月3日、東海テレビ） - 早乙女美波 役
- ラーメン大好き小泉さん（2015年6月27日 - 7月18日、フジテレビ） - 大澤悠 役
  - ラーメン大好き小泉さん2016新春SP（2016年1月4日）
  - ラーメン大好き小泉さん2016年末SP（2016年12月29日）
  - ラーメン大好き小泉さん2019春SP（2019年4月5日[20]）
  - ラーメン大好き小泉さん二代目!（2020年3月27日）− 大泉の友人 役
- 8.12日航ジャンボ機墜落事故 30年の真相（2015年8月12日、 TBSテレビ） - 川上慶子 役
- 新・牡丹と薔薇（2015年11月30日 - 2016年1月、東海テレビ） - 小日向（西山）眞澄 役
- マザーズ2016 母たちの願い（2016年10月15日、中京テレビ） - 河村美咲 役
- トレース〜科捜研の男〜 第9話（2019年3月4日、フジテレビ） - 胡桃沢綾乃 役[21]
- 仮面ライダーゼロワン 第5話・第6話（2019年9月29日・10月6日、テレビ朝日） - 香菜澤セイネ / 多澤すみれ 役[22]
- 同期のサクラ 最終話（2019年12月18日、日本テレビ） - 花村建設の新規内定者 役[23][24][注 4]
- 病室で念仏を唱えないでください第4話（2020年2月7日、TBS） - 長沢沙織 役[25]
- 月曜プレミア8 十津川警部の事件簿「危険な賞金」（2020年5月25日、テレビ東京） - 竹内鈴子 役
- 山村美紗サスペンス 小説家探偵 鍋島仙太 第1話「完璧なアリバイの謎」（2021年3月7日、BS日テレ） - 小野優花 役
- 恋と友情のあいだで「里奈Ver.」（2022年3月21日 - 25日、フジテレビTWO・フジテレビTWOsmart・FOD）- 浅井美月 役[26]
- 今夜、わたしはカラダで恋をする。 episode3「エッチなことしたいって言ったら、嫌いになりますか？」（2022年3月27日、ABCテレビ） - 野宮莉子 役[27]
- 受付のジョー（2022年4月26日 - 6月28日、日本テレビ） - 熊本淑子 役[28]
- 花嫁未満エスケープ（2022年4月8日 - 6月24日 、テレビ東京） - 堀田マミ 役[29]
  - 花嫁未満エスケープ 完結編（2023年1月7日 - 28日、テレビ東京）[30]
- 全っっっっっ然知らない街を歩いてみたものの Season2 最終話（2022年4月11日、フジテレビ） - メグミ 役[31]
- around1/4 アラウンド・クォーター（2023年7月9日 - 9月24日、朝日放送テレビ） - ヒロイン・平田早苗 役[32]
- アイドル失格（2024年1月13日 - 3月30日、BS松竹東急） - 山田咲良 役[33]
- 正直不動産2 第6話「春よ来い」（2024年2月13日、NHK総合） - 清川明日美 役
- デスゲームで待ってる（2024年10月25日 - 12月27日、関西テレビ） - 木野まどか 役[34]
- 世にも奇妙な物語 冬の特別編 (2024年) 「ああ祖国よ」（2024年12月14日、フジテレビ） - ガボア・ポキン（声） 役
- 三人夫婦（2025年4月9日 - 6月18日、TBS） - 天満小夜 役[35]
- 能面検事 第1話（2025年7月11日、テレビ東京） - 八木沢史華 役[36]

### 映画
- いま、会いにゆきます（2004年10月30日、東宝） - アヤ 役
- ぱきゅら（2007年7月7日、吉本興業） - 森沢優子 役[注 5]
- おじさん公園のひみつ（2008年3月29日、CINECITTA'） - 押田真由子 役[注 6]
- アイリス THE LAST（2011年1月8日、角川映画） - ユキ 役
- ロック 〜わんこの島〜（2011年7月23日、東宝） - 宮部亜子 役
- あやかし神楽（2011年9月16日、GPミュージアム） - 主演・神谷スズカ 役[注 7]
- 埼玉家族 「ハカバノート」（2013年10月12日、松竹メディア事業部） - 飯塚雪乃 役[37][38]
- サクラサク（2014年4月5日、東映） - 大崎咲子 役[39]
- 劇場版 零〜ゼロ〜（2014年9月26日、KADOKAWA） - 菊之辺イツキ 役
- AKB ShortShorts project 9つの窓「回送電車」（2016年2月6日、キャンター） - 戸田ヒロコ 役
- 燐寸少女 マッチショウジョ（2016年5月28日、ホリプロ・スターキャット） - 田仲かの子 役
- バニラボーイ トゥモロー・イズ・アナザー・デイ（2016年9月3日、クロックワークス） - 片桐いづみ 役
- 僕らのごはんは明日で待ってる（2017年1月7日、アスミック・エース） - 鈴原えみり 役[40]
- ウタモノガタリ-CINEMA FIGHTERS project-「ファンキー」（2018年6月22日、LDH PICTURES） - 女 役
- トリカゴ Bird Cage（2021年）
- 女神降臨（ソニー・ピクチャーズ エンタテインメント） - 真島望帆 役[41]
  - 女神降臨 Before 高校デビュー編（2025年3月20日）
  - 女神降臨 After プロポーズ編（2025年5月1日）

### Webドラマ
- ラーメン意外と好きかも大澤さん（2015年7月13日、YouTube） - 主演・大澤悠 役
- 恋と友情のあいだで「廉Ver.」（2022年3月、ひかりTV） - 浅井美月 役[26]
- 夫はわたしじゃいけないの?（2024年12月13日 - 、BUMP） - 主演・美咲 役[42]
- #たぬきのデンゴン（2025年7月14日、「STUDIO sauce」公式SNS・TOQビジョン）[43]

### テレビアニメ
- マルタの冒険（2014年10月4日 - 2014年12月20日、キッズステーション） - ナレーション
- エンドライド（2016年4月3日 - 9月25日、日本テレビ） - アリシア 役[44]
- プリキュアシリーズ（2017年 - 、朝日放送→朝日放送テレビ） - 宇佐美いちか / キュアホイップ 役[45]
  - 魔法つかいプリキュア!（2017年1月29日）
  - キラキラ☆プリキュアアラモード（2017年2月5日 - 2018年1月28日）
  - HUGっと!プリキュア（2018年10月14日・21日）[46]
  - ひろがるスカイ!プリキュア（2023年4月23日）- 第12話エンディング冒頭メッセージ
- アイカツ!シリーズ（2018年 - 、テレビ東京） - 蝶乃舞花 役
  - アイカツフレンズ!（2018年4月12日 - 2019年3月28日）[47]
  - アイカツフレンズ!〜かがやきのジュエル〜（2019年4月4日 - 9月26日）
  - アイカツオンパレード!（2019年10月26日 - 2020年3月28日）
- ハイキュー!! TO THE TOP（2020年10月3日） - 山架美華 役
- インセクトランド（2022年4月 - 8月） - シャルロット 役[48]

### 劇場アニメ
- 劇場版 NARUTO -ナルト- 大活劇!雪姫忍法帖だってばよ!!（2004年8月21日、東宝） - 風花小雪（幼少期） 役
- ももへの手紙（2012年4月21日、角川映画） - 宮浦もも 役
- プリキュアシリーズ（2017年 - 2023年、東映） - 宇佐美いちか / キュアホイップ 役
  - 映画 プリキュアドリームスターズ!（2017年3月18日）
  - 映画 キラキラ☆プリキュアアラモード パリッと!想い出のミルフィーユ!（2017年10月28日）
  - 映画 プリキュアスーパースターズ!（2018年3月17日）[49]
  - 映画 HUGっと!プリキュア♡ふたりはプリキュア オールスターズメモリーズ（2018年10月27日）[50]
  - 映画 プリキュアミラクルユニバース（2019年3月16日）[51]
  - 映画 プリキュアオールスターズF（2023年9月15日）
- あさがおと加瀬さん。（2018年6月9日、ZEXCS）
- フリクリ オルタナ（2018年9月7日、東宝） - 河本カナ 役[52]
- フラ・フラダンス（2021年12月3日、アニプレックス） - 鎌倉環奈 役[53]
- かがみの孤城（2022年12月23日、松竹） - 水守実生 役[54]

### OVA
- ハイキュー!! 陸VS空︎（2020年1月22日、東宝） - 山架美華 役

### Webアニメ
- モモウメ学園（2021年8月、YouTube） - ナナ 役[55]

### ゲーム
- エンドライド-X fragments-（2016年11月24日、サイバーエージェント） - アリシア 役[56]
- クイズRPG 魔法使いと黒猫のウィズ（2017年3月 - 、コロプラ） - エニィ[57]、エニィ・フォルス / エリスレア、星くじら役
- プリキュア つながるぱずるん（2017年3月、バンダイナムコエンターテインメント） - 宇佐美いちか / キュアホイップ 役
- データカードダス アイカツフレンズ!・アイカツオンパレード!（2018年4月5日 - 、バンダイ） - 蝶乃舞花 役
- マイコンビニ （2018年7月10日 - 、FUNPLE STREAM ） - マネージャー / 女子アルバイト 役
- アンジュ・ヴィエルジュ 〜ガールズバトル〜『Dr.シーラム -マリルの秘密-』（2018年9月3 - 7日、セガ） - マリル 役

### 吹き替え

#### 映画
- パピヨンの贈り物（2004年5月15日、東京テアトル） - エルザ 役
- ぼくセザール 10歳半 1m39cm（2004年7月31日、アスミック・エース） - サラ・デルガド 役
- オクジャ/okja（2017年6月29日、Netflix） - ミジャ 役
- スパイダーマン:ホームカミング（2017年8月11日、ソニー・ピクチャーズ エンタテインメント） - リズ 役〈ローラ・ハリアー〉[58]
- シドニー・ホールの失踪（2018年10月3日、ソニー・ピクチャーズ エンタテインメント） - メロディ・ジェームソン 役 〈エル・ファニング〉
- ポリス・ストーリー REBORN（2019年5月8日、松竹） - ナンシー（シーシー） 役〈オーヤン・ナナ〉
- ハロウィンシリーズ（NBCユニバーサル・エンターテイメントジャパン） - アリソン 役〈アンディ・マティチャック〉
  - ハロウィン（2019年9月19日）
  - ハロウィン KILLS（2022年3月25日）
  - ハロウィン THE END（2023年7月5日）

#### ドラマ
- アウトランダー シーズン4（2019年、AXN） - リジー 役
- クレイジー・エックス・ガールフレンド シーズン4 第5話（2019年、Netflix） - バネッサ 役
- 恋するアプリ Love Alarm（2019年、Netflix） - ジヨン 役
- スノードロップ（2021年、Disney+） - ケ・ブノク 役〈キム・ヘユン〉
- 誰もいない森の奥で木は音もなく倒れる（2024年、Netflix） - チョン・ウィソン 役

### 舞台
- てるてる坊主の照子さん（2002年、帝国劇場） - 秋子 役
- 太陽に灼かれて（2011年7月24日 - 8月9日、天王洲 銀河劇場 / 8月13日、刈谷市総合文化センター大ホール / 8月19日 - 21日、兵庫県立芸術文化センター阪急中ホール） - ナージャ 役
- Hysteric.D.Band「神様の観覧車」（2012年6月6日 - 17日、青山円形劇場） - 主演・夏樹静香 役
- 3150万秒と、少し（2013年2月15日 - 24日、天王洲 銀河劇場)  - ヒロイン・葉子 役
- LAUSU vol.1「青年Kの矜持」（2014年5月14日 - 18日、俳優座劇場）
- 心霊探偵八雲 - ヒロイン・小沢晴香 役
  - 心霊探偵八雲 祈りの柩（2015年2月11日 - 22日、国立劇場小劇場 / 2月27日 - 3月1日、ABCホール）[59]
  - 心霊探偵八雲 裁きの塔（2017年5月31日 - 6月11日、品川プリンスホテル クラブex / 6月16日 - 18日、大阪ビジネスパーク円形ホール)[60]
- 「終わりのセラフ」The Musical（2016年2月4日 - 11日、AiiA 2.5 Theater Tokyo） - ヒロイン・三宮三葉 役[61]
- 劇団TEAM-ODAC「小さな結婚式〜いつか、いい風は吹く〜」（2016年4月6日 - 10日、紀伊國屋ホール） - 主演・松木さくら 役
- ROCK MUSICAL BLEACH 〜もうひとつの地上〜（2016年7月28日 - 8月7日、AiiA 2.5 Theater Tokyo / 8月24日 - 28日、京都劇場） - 雛森桃 役
- キラキラ☆プリキュアアラモード ドリームステージ♪〜メチャまぜ♥キラパティレビュー〜（2017年7月9日 - ） - 主演・宇佐美いちか / キュアホイップ 役（声の出演）
- 2万人の鼓動TOURS ミュージカル「赤毛のアン」 - 主演・アン・シャーリー 役
  - （2017年8月13日、札幌市教育文化会館 / 8月14日、東京エレクトロンホール宮城 / 8月15日、さいたま市民会館おおみや / 8月16日・17日、新宿文化センター / 8月21日、日本特殊陶業市民会館 / 8月22日、福岡市民会館 / 8月23日、広島文化学園HBGホール / 8月24日、オリックス劇場）[62]
  - （2018年8月15日、札幌市教育文化会館 / 8月16日、東京エレクトロンホール宮城 / 8月20日、福岡市民会館/ 8月21日、上野学園ホール / 8月22日、オリックス劇場 / 8月27日・28日、メルパルク東京 / 8月29日、さいたま市民会館おおみや / 8月31日、日本特殊陶業市民会館）[63]
- 何者（2017年11月25日 - 12月10日、天王洲 銀河劇場） - 小早川理香 役[64]
- 舞台『銀河鉄道999』 - クレア 役
  - 銀河鉄道999 40周年記念作品舞台『銀河鉄道999』〜GALAXY OPERA〜（2018年6月23日 - 30日、明治座 / 7月21日・22日、北九州芸術劇場 大ホール / 7月25日 - 29日、梅田芸術劇場 シアター・ドラマシティ）[65]
  - 舞台『銀河鉄道999』さよならメーテル〜僕の永遠（2019年4月20日 - 29日、明治座 / 5月10日 - 12日、梅田芸術劇場）[66]
- 朗読劇「#ある朝殺人犯になっていた」（2021年1月29日 - 2月7日、こくみん共済 coop ホール／スペース・ゼロ） - 佐緒里 役 ほか（宮澤佐江とのダブルキャスト）[67][68]
- ブロードウェイミュージカル「ピーターパン」 - ウェンディ 役[69][70]
  - （2021年7・8月、めぐろパーシモンホール大ホール・相模女子大学グリーンホール、他）
- ハリー・ポッターと呪いの子（2022年7月8日 - 、TBS赤坂ACTシアター） - 嘆きのマートル / リリー・ポッター・シニア / ポリー・チャップマン 役[注 8][71]
- 彩の国さいたま芸術劇場開館30周年特別企画『夏の夜の夢』（2024年12月10日  - 16日、彩の国さいたま芸術劇場 大ホール） - ハーミア（英語版） 役[72]

### ラジオドラマ
- 探偵ごっこ（2012年2月7日、Listen! WONDERGROUND） - 不思議な女子高生 役
- ラジオシアター〜文学の扉（TBSラジオ）
  - マッチ売りの少女（2013年12月15日）
  - 空飛ぶトランク（2013年12月22日）
- Wellith LIFE IS BEAUTIFUL（2015年2月11日・2015年4月1日 - 9月30日、J-WAVE『J-WAVE TOKYO MORNING RADIO』内） - 高野光 役
- 青春アドベンチャー（NHK-FM）
  - シブちゃん（2015年11月2日 - 13日） - 美由紀 役[73]
  - エド魔女奇譚（2016年9月5日 - 16日） - 魔女 役[74]
  - つばき、時跳び（2017年2月27日 - 3月10日） - 主演・つばき 役[75]
  - 夜露姫（2018年6月4日 - 15日） - 主演・晶子 役[76]
  - イッツ・ア・ビューティフルワールド（2021年3月15日 - 26日） - 江川葉月 役[77]
- 特集オーディオドラマ「青き風吹く」（2016年1月2日、NHK-FM） - コナミ 役[78]
- FMシアター（NHK-FM）
  - 師匠と私と飴色のレシピ（2020年2月15日） - 詩子 役[79]
  - あすかのレトロな冒険（2024年7月6日） - 明日翔 役[80]
- 青春ラジオ小説 オートリバース（2020年12月、民放ラジオ99局・radiko） - ヒメ 役[81][82]
- ひ・るドラ「かたらずの華」（2021年3月6日 - 5月14日配信、AuDee） - 樋渡戸瀬レイカ 役[83]

### ラジオ
- ゴールデンウィークスペシャル「読んで!聴いて!こどもの日」（2004年、文化放送）
- 辻よしなりのラジオグラフィティ（2005年、文化放送）ゲスト出演
- 坂上みきのエンタメgo!go!（2016年3月21日 - 3月25日、ラジオ日本）
- エンドラジオ!! 〜美山&大橋のエンドラ冒険譚〜（2016年9月21日 - 2017年1月25日、アニメBlu-ray/DVD特典）
- 福原遥のVOICEステーション〜フクステ〜 第5回・第6回（2017年3月9日・3月23日、ニコニコチャンネル）
- ラジカツフレンズ！ 第25回・第26回（2018年10月10日・10月17日、YouTube）

### バラエティ
- SMAP×SMAP（関西テレビ・フジテレビ）
  - 粘土の王国（2004年）
  - おにいさんといっしょ（2006年4月）
  - もう一つの砂時計（2007年6月） - 水瀬杏 役
  - 特別編『同学年』（2009年5月11日） - 木村拓哉と対談
- 脳内エステ IQサプリ（2005年 - 2009年、フジテレビ） - 番組内で不定期に放送された「IQ探偵少女物語→名探偵加恋」の問題VTRに出演。
- 痛快TV スカッとジャパン （フジテレビ）
  - 第23回「私は幼なじみのマネージャー」（2015年6月22日） - 浅田百合子 役
  - 第46回「バイトリーダーの標的」（2016年2月8日）
- あにレコTV（2017年10月9日 - 、テレビ東京）  - MC
  - 10月新アニメれこめんどTV （2019年9月28日、テレビ東京） - MC[84]
- 世界が愛した絵本（2018年10月20日 - 2020年3月7日、テレビ朝日） - 朗読ナレーション

### WEB番組
- 100KAIDAN その拾六「窓」（2013年1月5日、Youtube「Den of Horror 〜ホラーの巣窟〜」） - 朗読
- 美山加恋のエンドライブ!!（2016年4月28日 - 9月29日、FRESH! by AbemaTV） - MC
- 舞台版『心霊探偵 八雲』スペシャル稽古場生トーク!（2017年5月18日、LINE LIVE）
- 『映画キラキラ☆プリキュアアラモード』初日☆打ち上げパーティー（2017年10月28日、LINE LIVE）
- 劇場版フリクリ公開記念「ふたりはフリクリ ひとりはアメザリ」（2018年7月11日、ニコニコ生放送）

### CM
- 小林製薬「ブランコロン」（2004年）
- ホクレン農業協同組合連合会「北海道ホクレン牛乳」（2004年）
- 日本航空「JAL ACTIVE北海道2004」（2004年）
- 映画ミトンDVD発売PR（2004年7月）街頭ビジョンにて
- 東京ひよ子「銘菓ひよ子」（2004年 - 2005年）
- イオン「イオンフェスティバル」、「ジャスコ・ザ・バーゲン」（2004年 - 2006年）
- 東京メトロ「東京メトロ 4つの小さな物語 -1日乗車券編- 」（2005年）
- プラテック「レジャーシート」「水缶BUB」（2005年 - 2006年）
- アーバンコーポレイション「作品になる街づくり」（2005年）
- 山形市「山形市嶋土地区画整理組合」（2006年 - 2008年）
- 関西電力「原子力発電シリーズ」等（2006年 - 2008年）
- 尾崎商事「カンコー学生服・いつか私も」（2007年 - 2008年）
- アイシン精機「みんな少年」「ママの気持ちになって」（2007年）
- とんでん 「おいしさをココロから いくつもの理由編・バリアフリー編」（2007年）
- サイバーガジェット「CYBER コードフリーク（DS/DS Lite用）編・アクセサリー編」等（2007年 - 2010年）
- ビー・エム・エル「臨床検査編・電子カルテ編」（2008年）
- 瀬戸内ひろしま、宝しま（ももへの手紙タイアップCM）（2012年）
- テイジン「クルマジャーントパンダ編」（2012年）ナレーション
- 日産ドラマinドラマ シーズン4「バカリくんと7人の美女」（2013年） - 大塚芽子 役
- 楽天モバイル×ラーメン大好き小泉さん（2015年）- 大澤悠 役
- JAL企業広告ショートムービー「今ラインをこえて」（2015年） - 川野結 役
- マクドナルドハッピーセット キラキラ☆プリキュアアラモード「ワクワクゲート」篇（2017年）宇佐美いちか 役（ナレーション）
- バンダイ キラキラ☆プリキュアアラモード グミシリーズ（2017年）宇佐美いちか 役（ナレーション）
- マーベラス キラキラ☆プリキュアアラモード 関連商品（2017年）宇佐美いちか 役（ナレーション）
- エステー
  - ミュージカル『赤毛のアン』告知「レコーディング」編（2017年）
  - ミュージカル『赤毛のアン』告知「美山加恋」篇（2018年）
- バンダイナムコエンターテインメント 『プリキュア つながるぱずるん』（2017年）宇佐美いちか 役（ナレーション）
- 明治 北海道十勝純乳脂45×映画キラキラ☆プリキュアアラモード パリッと！想い出のミルフィーユ！コラボ（2017年）宇佐美いちか 役（ナレーション）
- 川崎競馬「川崎ミステリー」シリーズ第2弾（2022年）[85]

### 広告
- 有楽土地・総合地所「エクスアン一橋学園」（2004年）
- 国民健康保険（2004年、内閣府）
- 平成16年度「秋の全国交通安全運動」（2004年、内閣府）
- 平成16年度「9月9日 救急の日」（2004年、消防庁）
- 平成17年度「危険物安全週間」（2005年、消防庁）
- 平成17年度「秋の全国火災予防運動」（2005年、消防庁）
- 総務省総合通信基盤局 電波法ポスター（2006年、総務省）
- サイバーガジェット イメージガール （2007年 - 2010年）
- レインボーマジック 2008年度レインボー大使（2007年 - 2008年）宝石の妖精インディアとして

### イベント
- ロッテ「東京・丸ビルの生花店・花慶の一日店長」（2004年5月6日）
- 加恋ちゃんと行く酪農村体験ツアー（2004年7月30日、北海道文化放送）
- 『劇場版 NARUTO』舞台挨拶（2004年8月7日、東商ホール）
- 東武動物公園一日園長「キリンのリンちゃん命名式」（2004年11月21日）
- イオンスペシャル2005（2005年8月16日、福岡ドーム）始球式に登場
- 第2回日中友好歌謡祭（2005年10月29日、NHK-BS2）初めて歌（ねずみは米が好き）を披露
- 『10歳のキモチ』刊行記念サイン本握手会（2007年3月25日、紀伊國屋書店玉川高島屋店）
- ナルミヤ・インターナショナル 握手&撮影会イベント（2007年5月3日・7月21日、そごう横浜店・近鉄百貨店阿倍野店）
- 映画「ぱきゅら」舞台挨拶（2007年10月20日、神保町花月）
- レインボー大使就任式（2007年11月1日、恵比寿三越2階アトリウム）
- ファースト写真集『Karen』&DVD『Cerbiatto』発売記念イベント（2007年12月15日・16日、福家書店銀座店・淀屋橋店）
- 『コードフリークtypeII』・写真集『Karen』・DVD『Cerbiatto』発売記念イベント（2007年12月22日、ソフマップ秋葉原）
- 「レインボーマジック」第5シリーズ『ペットの妖精』発売記念イベント（2008年、横浜・名古屋・東京・広島・大阪・福岡）読み聞かせと握手会
- セカンド写真集『puka』&DVD『no na kau a kau』発売記念イベント（2009年2月14日・15日、福家書店銀座店・淀屋橋店）
- ドラマティック・ライブステージ『IRIS』（2010年、大阪・埼玉）イ・ビョンホンに花束プレゼント
- 舞台「太陽に灼かれて」トークショウ（2011年6月12日、テレビ朝日）
- 『ももへの手紙』特別試写会＆舞台挨拶（2012年3月4日、福島いわきアリオス小劇場）
- 『ももへの手紙』「父から娘への手紙」キャンペーン記者会見（2012年3月14日、広島県庁）
- 『ももへの手紙』プレミアム試写会＆舞台挨拶（2012年3月14日、109シネマズ広島・広島バルト11）
- 『ももへの手紙』舞台挨拶付き上映会（2012年3月27日・28日、なんばパークスシネマ・109シネマズ名古屋）
- 『ももへの手紙』完成披露試写会（2012年4月10日、日本青年館）
- 『ももへの手紙』初日舞台挨拶（2012年4月21日、丸の内ルーブル）
- 舞台「3150万秒と、少し」公開討論会（2012年11月29日、目黒区の高校）
- 『山田くんと7人の魔女』完成披露試写会＆制服ファッションショー（2013年8月6日、フジテレビ本社）
- 第17回 東京ガールズコレクション 2013 AUTUMN／WINTER（2013年8月31日、さいたまスーパーアリーナ）
- 『サクラサク』完成披露舞台挨拶（2014年3月27日、丸の内TOEI）
- 『サクラサク』初日舞台挨拶（2014年4月5日、丸の内TOEI）
- 『劇場版 零』舞台挨拶（2014年9月27日、TOHOシネマズ渋谷・イオンシネマ板橋）
- AnimeJapan2016『エンドライド』放送直前！スペシャルステージ（2016年3月26日、東京ビッグサイト）
- 映画『燐寸少女 マッチショウジョ』先行上映イベント（2016年5月14・15日、ニッショーホール）
- あだっちぃー・ねこむのアニソンLIVE vol.2（2016年6月24日、初台DOORS）「今日に恋色」May'n
- 『エンドライド』スペシャルイベント（2016年10月22日、TOKYO FMホール）
- 映画『僕らのごはんは明日で待ってる』初日舞台あいさつ（2017年1月7日、TOHOシネマズ新宿）
- 『映画 プリキュアドリームスターズ！』初日舞台挨拶（2017年3月18・19日、ユナイテッド・シネマ豊洲・新宿バルト9・109シネマズ名古屋・T・ジョイ京都・イオンシネマ四條畷・なんばパークスシネマ・梅田ブルク7）
- Animejapan2017 プリキュアイベント（2017年3月25日、東京ビッグサイト）
- プリキュアドリームナイト！ 大ヒット御礼舞台挨拶（2017年3月25日、新宿バルト9）
- キラキラ☆プリキュアアラモード キャラソンシングルリリースイベント 「スウィート☆エチュード☆アラモード」（2017年5月14日、タワーレコード渋谷店）
- 舞台版『心霊探偵八雲』ファン感謝イベント「ラスト八雲」 IN 大阪」（2017年6月15日、大阪ビジネスパーク円形ホール）
- Animelo Summer Live 2017 -THE CARD-（2017年8月26日、さいたまスーパーアリーナ）
- キラキラ☆プリキュアアラモード トーク&ミニミニライブ（2017年9月23日・2018年1月20日、ポニーキャニオン1Fイベントスペース）
- キラキラ☆プリキュアアラモードLIVE2017 スウィート☆デコレーション（2017年10月7日、かつしかシンフォニーヒルズ モーツァルトホール）
- 『映画 キラキラ☆プリキュアアラモード パリッと！想い出のミルフィーユ！』公開直前イベント（2017年10月26日、 お台場ヴィーナスフォート教会広場）
- 『映画 キラキラ☆プリキュアアラモード パリッと！想い出のミルフィーユ！』初日舞台挨拶（2017年10月28日、渋谷TOEI・新宿バルト9・ユナイテッドシネマ豊洲）
- 『映画 プリキュアスーパースターズ！』公開直前親子試写会ホワイトデー舞台あいさつ（2018年3月14日、新宿バルト9）
- Animejapan2018 あにレコTVスペシャルステージ（2018年3月24日、東京ビッグサイト）
- アイカツフレンズ ファーストツアー（2018年4月29日、エアポートウォーク名古屋・5月5日、ラゾーナ川崎）
- アイカツフレンズ ステージイベント（2018年6月10日、東京ビッグサイト）
- アイカツ！シリーズ 5th フェスティバル!!（2018年9月8・9日、幕張メッセイベントホール）
- KitaQフェス in Tokyo（2018年10月20日、アーツ千代田3331）
- 『プリキュア』感謝祭上映会　vol.5（2018年11月3日、新宿バルト9）
- アイカツフレンズ！ 新OPEDテーマリリースイベント『一歩一歩ちゃんと前へ』（2018年11月27日、東京ドームシティ）
- アニメJAM2018 （2018年12月23日、舞浜アンフィシアター）
- プリキュア15周年Anniversaryライブ 〜15☆Dreams Come True!〜（2019年1月19日・20日、中野サンプラザ）
- アイカツフレンズ！×横浜・八景島シーパラダイス 〜ドキドキ☆冒険ハッケイ島！〜（2019年3月21日、横浜・八景島シーパラダイス）
- アイカツフレンズ！ 光れ！輝け！かがやきのジュエルフェス（2019年4月13日、ラゾーナ川崎）
- 20th Anniversary ランティス祭り2019 A・R・I・G・A・T・O ANISONG（2019年6月22日、幕張メッセ国際展示場9-11ホール）
- BEST FRIENDS！スペシャルLIVE〜Thanks⇄OK〜（2019年8月17日、パシフィコ横浜 国立大ホール）
- ANIMAX MUSIX 2019 YOKOHAMA（2019年11月23日、横浜アリーナ）
- 全プリキュア 20th Anniversary LIVE!（2024年1月21日、横浜アリーナ[86]）

### ミュージックビデオ
- &G「Wonderful Life」（2004年）
- 上戸彩「笑顔のままで」（2006年）
- 天月-あまつき-「ウインター・ワンダーランド」（2020年）[87]

### その他
- FNS5000番組10万人総出演 がんばった大賞・2代目受賞（2004年、フジテレビ）
- めざましテレビ「今日の占いカウントダウン!」（2004年、フジテレビ）
- ブログ『☆加恋な1日☆』（2007年5月29日 - 2007年7月5日、ココログ）
- ブログ『加恋な1日』（2007年7月6日 - 2007年9月24日、アメブロ）
- ブログ『A hui hou』（2007年9月25日 -2014年9月25日 、アメブロオフィシャル）
- 3-Dシアター「水と緑のふるさと奥多摩」（2008年 - 、奥多摩水と緑のふれあい館） - ミク 役
- 環境アニメ「かれんと不思議の森」（2008年、みどり東京・温暖化防止プロジェクト） - かれんの声
- 第17回地球環境映像祭『かれんと不思議の森』子どもアース・ビジョン賞受賞（2009年、アース・ビジョン）
- ホームページ『加恋の部屋』（2009年12月12日 - 2010年7月16日、サイバーガジェット）
- ツイッター開始（2011年7月）
- 『鈴子の恋』完成披露試写会・制作発表（2011年12月19日、東海テレビ）
- ブログリニューアル（2014年9月26日 - 、アメブロオフィシャル）
- インスタグラム開始 （2016年12月12日）
- テレビアニメ『キラキラ☆プリキュアアラモード』映画『プリキュアドリームスターズ！』合同会見（2017年2月1日、東京国際フォーラム）
- 2万人の鼓動 TOURSミュージカル「赤毛のアン」2017 制作記者発表会（2017年5月24日、東京・マウントレーニアホール渋谷）
- 「おともだち」9月号　付録「ボタンを おすと ジュースが コロン！ プリキュア おしゃべりじはんき」（2017年8月1日、講談社） - キュアホイップの声
- 「アイカツフレンズ！」プロジェクト発表会（2018年2月4日、バンダイナムコ未来研究所）
- 2万人の鼓動 TOURSミュージカル「赤毛のアン」2018 制作記者発表会（2018年5月21日、東京・マウントレーニアホール渋谷）
- 第34回東京国際映画祭「Sound Voice Guide 映画とアートの街めぐり Hibiya&Ginza」ナビゲーター（2021年10月23日 - ）[88]

## 作品

### 写真集
- 美山加恋 ファースト写真集 Karen（2007年12月12日、ブレイン・ストーム、ISBN 978-4-939068-43-0）
- 美山加恋 セカンド写真集 puka（2009年2月14日、ブレイン・ストーム、ISBN 978-4-939068-52-2）

### DVD
- 美山加恋 ファーストDVD Cerbiatto（2007年12月12日、ブレイン・ストーム）
- 美山加恋 セカンドDVD no na kau a kau（2009年2月14日、ブレイン・ストーム）
- IRIS ナビゲートDVD（2009年11月27日、ポニーキャニオン）
- 『キラキラ☆プリキュアアラモード』はじめてのDVD（2017年2月4日、東映アニメーション） - 宇佐美いちか / キュアホイップ 役
- キラキラ☆プリキュアアラモードLIVE2017 スウィート☆デコレーション（2018年2月21日、マーベラス）

### シングル
- 「静岡音楽」ねずみは米がすき（2006年2月22日、スイート・ベイジル、ASIN: B000CQM0U0） - NHK『みんなのうた』（2006年2月 - 3月）
- 世界は僕らを待っている（2006年9月8日[注 9]、ダブルウェイブ） - ぱれっと名義、テレビドラマ『がきんちょ〜リターン・キッズ〜』挿入歌
- 「キラキラ☆プリキュアアラモード」キャラクターソングシングル sweet etude 1 キュアホイップ（CV：美山加恋）「ダイスキにベリーを添えて」（2017年4月26日発売、マーベラス） - 朝日放送・テレビ朝日系『キラキラ☆プリキュアアラモード』挿入歌、C/W「レッツ・ラ・クッキン☆ショータイム〜キュアホイップ・バージョン〜」
- トレビアンサンブル!!/メモワール・ミルフィーユ（2017年10月25日発売、マーベラス） - 東映系劇場アニメ『映画 キラキラ☆プリキュアアラモード パリッと!想い出のミルフィーユ!』挿入歌「メモワール・ミルフィーユ」 歌：キュアホイップ（CV：美山加恋）、キュアカスタード（CV：福原遥）、キュアジェラート（CV：村中知）、キュアマカロン（CV：藤田咲）、キュアショコラ（CV：森なな子）、キュアパルフェ（CV：水瀬いのり）
- 「アイカツフレンズ!」Second Color:YELLOW（2018年8月22日発売、ランティス） - テレビ東京系アニメ『アイカツフレンズ!』挿入歌「Girls be ambitious!」 歌：蝶乃舞花（CV:美山加恋）、「個×個(きみかけるわたし）」 歌:蝶乃舞花（CV:美山加恋）、日向エマ（CV:二ノ宮ゆい）[注 10]
- そこにしかないもの/プライド（2018年10月24日発売、ランティス） - テレビ東京系アニメ『アイカツフレンズ!』挿入歌「みつけようよ♪」歌：蝶乃舞花（CV：美山加恋）、日向エマ（CV：二ノ宮ゆい）[注 10]
- 『フラ・フラダンス』Blu-ray完全生産限定版特典CD（2022年8月3日、アニプレックス） - 劇場アニメ『フラ・フラダンス』挿入歌「ありがとFOR YOU」歌：いついろディライト（井戸沢好子（福原遥）、関場理佳（美山加恋）、雪割萌（富田望生）、見頃舞香（前田佳織里）、昭代エミリ（陶山恵実里））

### アルバム
- キラキラ☆プリキュアアラモード ボーカルアルバム キュアラモード☆アラカルト（2017年7月26日発売、マーベラス）
  - 2.「キラリ☆Avec☆Moi☆」 歌：宇佐美いちか（CV：美山加恋）&キラ星シエル（CV：水瀬いのり）
  - 7.「はらぺこ☆ハピデコ♡ドーナツ」 歌：宇佐美いちか（CV：美山加恋）＆ペコリン（CV：かないみか）
  - 10.「レッツ・ラ・クッキン☆ショータイム 〜キラキラ☆パティスリー・バージョン〜」 歌：キュアホイップ（CV：美山加恋）、キュアカスタード（CV：福原遥）、キュアジェラート（CV：村中知）、キュアマカロン（CV：藤田咲）、キュアショコラ（CV：森なな子）、キュアパルフェ（CV：水瀬いのり）
- キラキラ☆プリキュアアラモード ボーカルアルバム2 苺坂物語（2017年11月29日発売、マーベラス）
  - 9.「ウサギフト」 歌：宇佐美いちか（CV：美山加恋）
- キラキラ☆プリキュアアラモード ボーカルベストアルバム スイート☆エチュード☆アラモード  (2018年1月17日発売、 マーベラス)

## 書籍
- 10歳のキモチ（2007年3月15日、アスコム、ISBN 978-4-7762-0397-1）

## 受賞歴
- 第40回ザテレビジョンドラマアカデミー賞[89]
  - 助演女優賞
  - 新人俳優賞（『僕と彼女と彼女の生きる道』）
- 第14回TV LIFE年間ドラマ大賞 
  - 新人賞（『僕と彼女と彼女の生きる道』）[90]
- V-NEXT 特別賞